# Sonderschule Kaunas

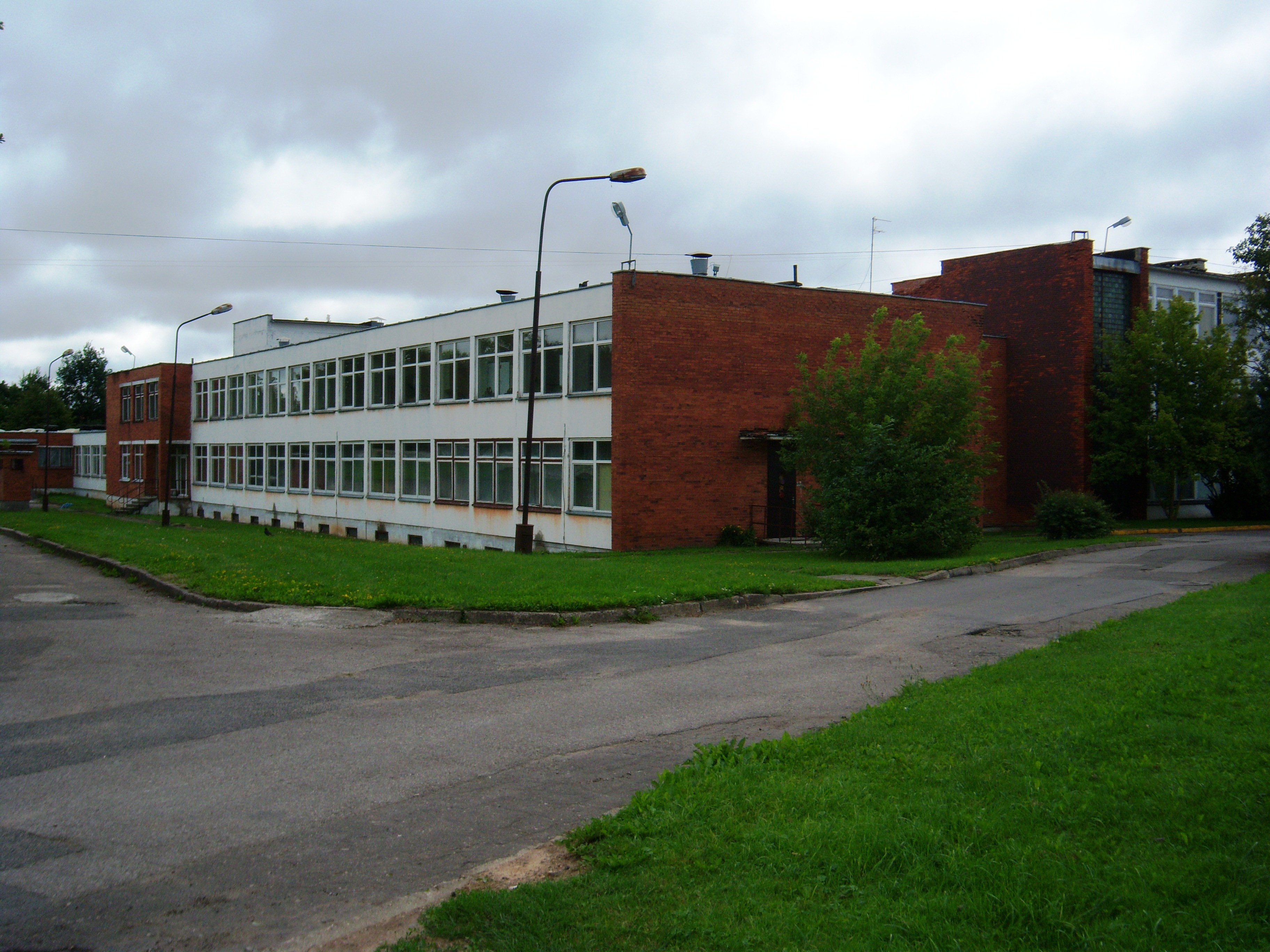
Hof

Die Sonderschule Kaunas (lit. Kauno specialioji mokykla) ist eine allgemeinbildende Mittelschule mit Internat für Schüler mit  körperlichen und motorischen Behinderungen  und Mehrfachbehinderungen mit großem und tiefgreifendem sonderpädagogischen Förderbedarf. Hier lernen die Kinder und Jugendlichen im Alter von 7 bis 21 Jahren, die zusätzlich zur allgemeinen und besonderen Ausbildung die medizinische Behandlung und Rehabilitation, Pflege und Krankenpflege brauchen.

## Geschichte
Im Jahr 1924 wurde das „Isolator“-Kinderheim für defektive Kinder der Jesuskind-Gesellschaft im Achten Fort Kaunas gegründet. 1940 wurde es in ein Kinderheim Nummer 31 umgewandelt und 1944 in Kinderheim für behinderte Kinder Vilijampolė reorganisiert.
Im Jahr 1966 wurde die Sonderschule-Internat Kaunas errichtet. 1990 wurde sie zum Kinderpensionat Kaunas und 2001 zur Sonderinternatschule des Bezirks Kaunas. Seit 2010 ist sie die Sonderschule Kaunas. 2013 wurde WiFi eingerichtet. Im Jahr 2013 plante man die Video-Überwachung einzuführen.

## Förderung von „Kinderhilfe Litauen“
Die Schule wird vom deutschen Verein der „Kinderhilfe Litauen“ e.V. in Schrobenhausen seit 1994 gefördert. Es gibt jährliche Päckchen-Aktionen. Der Verein sammelt Geschenke und Geldspenden. Daran beteiligen sich mittlerweile zahlreiche deutsche Kindergärten und Schulen. Es gibt vorweihnachtliche Besuche unter der Leitung von Manfred Schwaak mit Geschenkübergabe in Kaunas. Nach Litauen fahren die Vereinsmitglieder, einer davon als Nikolaus, mit dem Hilfszug (40-Tonner-Lkw) für die Kinderhilfe. Der Lastkraftwagen und Anhänger werden voll beladen mit Kleidung, Wäsche, Spielsachen und Lebensmitteln. Dort verteilt man Geschenke an kranke und verwaiste Kinder. Im Kinderheim wurden die Kinderzimmer mithilfe des Vereins von Grund auf renoviert.
Die Gründer der Hilfseinrichtung sind Manfred Schwaak und sein Bruder Gerhard, beide sind als Kinder bei Kriegsende aus Ostpreußen vertrieben worden und von fremden Menschen in Litauen aufgenommen worden (siehe Wolfskinder).